# Montana (huyện)
Montana là một huyện thuộc tỉnh Montana, Bungaria. Dân số thời điểm năm 2001 là 61430 người.